# Poecilasthena nubivaga
Poecilasthena nubivaga är en fjärilsart som beskrevs av Louis Beethoven Prout 1932. Poecilasthena nubivaga ingår i släktet Poecilasthena och familjen mätare. Inga underarter finns listade i Catalogue of Life.